# 自己否定
自己否定（じこひてい）とは、自分自身を否定すること、自己がそれまでの自己であることをやめること。また、自己否定（英：self-denial）とは、人間の欲望や力そのものの否定であり、自己や感情を鍛えコントロールする自制であり、他者や神のための自己犠牲的な行動として表れる。

## 日本の自己否定思想

### 全共闘世代と自己否定
1960年代の全共闘世代のエリート大学生たちは、労働者を抑圧する側に回っていいのか、アメリカのベトナム戦争への日本の協力を許していいのかといった問題に良心の呵責を覚え、政治的な使命を感じたが、労働者でもない学生の自分が「マルクス主義的な言語空間の中で政治へと踏み出すことの欺瞞性」もまた抱えており、倫理的誠実さを求めて、そういった欺瞞を徹底的に、相互に批判する「自己否定」「総括」を実践した。全共闘世代の自己否定には、青年の自分探しであると同時に、学生運動だけでなく、当時の社会運動にも通底する論理であった。また、社会改革のために望ましい自己のあり方、主体性を追求するという意味もある。新左翼の学生たちは、旧来の左派を批判したが、影響もうけており、社会改革・革命の主体性を重視し追及する考え方は、戦後初期に左派の知識人や作家たちが、「日本に民主革命をもたらすことができる望ましい政治的主体とはなにか、そうした能動的な主体性をどう位置づけるか」という主体性論争にまで遡る。
全共闘的な反省倫理からは、自己否定そのものを目的化するということが生じた。連合赤軍においてグロテスクな形で純粋化し、メンバーに対し過激な総括を要求し、メンバーへの虐待、殺害が行われた。

## 西洋の自己否定思想
自己否定、自己放棄（英：self-denial、denial of self）とは、欲望する自己の放棄、利他的な禁欲である。自己否定の道徳を守ろうとする人は、自分の感情や欲望、衝動を否定、放棄、またはコントロールし（自己の否定、自己の放棄）、神や他者といった自分以外の存在のために自己犠牲的に行動する。たいていは、より大きな善を生み出すことを期待して行われるとされる。自己否定とは、我慢し、自粛し、克己することであり、自分以外の存在のために自分の楽しみや欲望、利益をあきらめる自己犠牲・献身であり、自分以外の存在のために試練を受け、辛い目にあったりすることである。
自己犠牲（self-abnegation。単に他の人の利益のために自分の利益をあきらめること）や無私・滅私（self-sacrifice。共同作業の成功のために、自分をあまり顧みないで行動すること）、自己卑下（Self-deprecation。自己軽視、自虐、自嘲、謙虚）とは異なる。また、自己否定（英：self-denial）の対義語は自己肯定ではない。

### キリスト教と自己否定
自己否定は、さまざまな信念体系の宗教的実践において、重要な要素を構成している。その例として、いくつかのキリスト教の告白で行われる自己否定がある。それは幸福と、より深い宗教的理解に達する手段であると信じられており、時には「キリストの真の信奉者になる」と表現されることもある。
もしだれでも、私の弟子になりたいなら、自分を捨て、十字架を背負い、私にしたがってきなさい。（マタイ16:24）
「クリスチャン・トゥデイ」のコラムニスト浜島敏は、自己否定はイエスの教えの中でも特に際立ったもので、「他のどの教えよりも鋭く魂の深みまで探る力を持っています。」と述べている。「ほとんどの人にとって、自分を否定するという考えは、何にも増して異質のもの」であるため、非常に翻訳しづらい言葉であり、ほとんどの言語では決まった慣用句が存在しない。様々な言語で、「自分を忘れる」「自己を受け入れない」「自分がしたいことをしない」「『私は自分のために生きない』と宣言する」「自分という思いを心から取り出してしまう」等といった意味に訳されている。
キリスト教において自己否定は、死を意味するものではなく、エゴの欲望によって生きるという自己中心的な生き方を否定し、他の人のために生きることを表している。自分のことばかりを考え、自己へ拘泥することは、終わりのない内省の渦を引き起こし、魂が疲れ切ってしまう。キリスト教徒にとって、「他の人」とはキリストのことであり、自己否定とは、キリストのために生きるということである。キリスト教における自己否定は、神から与えられた崇高な意志の認識に基づいており、キリスト教の実践者は、自分の意志や欲望よりも、キリストの意志を遵守し、優先させることを選択するべきと考えられている。ジャン・カルヴァンは『キリスト教綱要』で、キリスト教徒の生活全体を要約し、それが「自己否定」に尽きると述べている。マルティン・ルターは、愛するとは自己を憎むことであり、自己憎悪とは内における真の悔い改めであるとしており、これは天国に至るまで続くとしている。
キリスト教において、アガペの愛は自己否定によって成り立ち、エロスの愛は、自己肯定と価値追求によって成り立つ。
キリスト教のプロテスタントでは、自己否定はイエス・キリストを通してのみ得られる人間を超えた美徳と考えられている。自己否定を批判する人の中には、自己否定は自己嫌悪につながる可能性があると指摘する人もいる。
日常生活では、肉体的には快楽であるが宗教的には不適切な行為、例えば、性的行為や過度の飲食などの「肉の欲望」と呼ばれるものを放棄することで表現される。キリスト教でイエスは、生前に行った行為と、彼の死という犠牲から、しばしば自己否定の肯定的な例として言及される。十字架上でのイエスの死という犠牲は、神の人類に対する愛の最高の表現であるとされた。自己否定は、神が人間に対して自己を与えたからこそ可能になるとされ、自己を神に捧げることは、人類のために捧げられた神の途方もない犠牲に応じるに過ぎないと考えられた。
17世紀のキリスト教の神秘家アンナ・マリア・ファン・シュルマンとジャンヌ・ギヨン夫人は、異なる宗教形態にもかかわらず、自己否定を力、リーダーシップ、創造性、神との結合の源と見なした。キエティスム（静寂主義）を唱えたギュイヨン夫人は、カトリック教会から非難されており、教会や王宮からの迫害、非人道的な投獄などの苦難を経験した。彼女の神学は自己否定、自己消滅という概念への強いこだわりが見られ、この独自の神学から、苦難に耐え、立ち向かう力を得ていた。17世紀オランダのアンナ・マリア・ファン・シュルマンの神学にも、自己否定・自己消滅を重視する同様の傾向が見られる。
彼女たちは、自己否定、より正しくは、神への自己降伏が、真の自己を見つける道であるだけでなく、神のもとで可能な最も深い喜びに至る秘訣であると主張しており、自己否定を「世に知られざる喜び」の源として経験したと語っている。彼女たちは、自己の放棄は、人間の人生に大きな自由をもたらすだけでなく、神の存在を根本的に受け入れるようになり、神が宿るための場を作り出すと考えた。二人にとって、「イエスに倣う」ためには、他者のために「（自分の）十字架を負い」、「（自分を）否定する」ことが必要であった。神のために自分を否定し、自己を喜びをもって神に委ねることは、深い霊的な糧と力を与えるという。自己否定、そして神への自己降伏に至った魂は、最終的にこの地上で可能な限り深い神の喜びを見出すとし、自己否定は困難で、時に痛みを伴う行為かもしれないが、この喜びへと至るために、危険を冒し、信じ、積極的に実践するよう呼びかけた。
哲学者のフリードリヒ・ニーチェは、神（神の子イエス）が自分自身を十字架刑でもって犠牲にしたという神の自己犠牲の物語、「パウロが巧みにつくりあげた十字架に架けられたイエスという道具」によって、人々は、人類は神に対して返しきれない負債があるという極端な負い目の感情、罪悪感に苦しむようになったと分析した。キリスト教の聖職者たちは、人々に負い目の感情を与えて自己否定を迫り、それを巧みにコントロールすることで権力を手に入れ、一般人には実践できない自己否定の行いをして見せることで、人々に対して優位に立つのだという。ニーチェは、負い目とは自分自身に対する残虐性であり、聖職者はそれを支配の道具にしたと批判し、これまでの道徳は、他者が言う「よい」を根拠に、人々に強制的に、ある種暴力的に自己否定を強いるようなものだとして否定した。

### 哲学と自己否定
哲学の弁証法では、内部に矛盾を含んだ自己が、矛盾の展開とともにこれまでの自己の状態をやめなければならなくなることを自己否定と言う。ヘーゲルは「今あるものは常にその自己否定が含まれている」と考え、自己否定とは自己の発展のために通らなければならない段階であり、人間は内在的な矛盾と自己否定を通して、自分自身を止揚し、より豊かで高次の新しい概念、新しい自己へと至り、無限に生成変化すると考え、これを人類の歴史にも当てはめて分析した。

### 女性・母親と自己否定
19世紀の欧米では、「真の女性」の特徴として、敬虔、純潔、家庭的性質、従順さと、自制と自己犠牲という「自己否定の道徳」が結び付けられており、こうした道徳観・ジェンダー観・家庭観は、ルイーザ・メイ・オルコットの家庭小説『若草物語』等の小説にも描かれている。オルコットのやや後の小説家ケイト・ショパンは、短編小説「セレスティン夫人の離婚」の中で、社会的・経済的立場が弱い女性である主人公に対し、カトリックの司祭がそれを理解せず、自己否定の実践の大切さを説き、結婚を継続するように諭し、主人公が憤慨する姿を描いた。
また19世紀以降、母親の自己犠牲と献身を核とする「母性愛」という概念が語られるようになった。
「母性」「母性愛」は、「子供」という概念と共に、並行して発明されたものである。産業革命より前の17世紀以前の子供は、「小さな大人」として大人の中で生きており、今でいう「子供」の概念はなかった。産業革命により新しい階級が形成されるに従い、結婚も家同士から個人同士のものになっていき、その中から新しい結婚観・家族観・子供観が生じていった。また、近代国家の形成・帝国主義の伸長のため、産業と軍事力の拡大を担う人材の確保が重要であったが、出生率は低下し、赤ん坊の死亡率は高く、死亡率を下げることが喫緊の課題となっていた。当時、階級に関わらず子供が赤ん坊のうちに親元から離され、ずさんな養育が行われることが高い死亡率の大きな要因となっており、母親が手元で育てたほうが、死亡率は大幅に低かった。18世紀後半になると、母親の役割の重要性を強調する出版物が多数出されて、自己犠牲的・献身的に子供を育てる「母性」「母性愛」の概念の普及が熱心に行われた。ジャン・ジャック・ルソーの『エミール』では、女の子の役割は献身すること以外の何物でもないと、女性の自己否定の道徳の重要性が語られ、18世紀から19世紀にかけて「母性」は神秘化され崇高なものとされ、社会と人々に、そして女性の心理の奥に根付いていった。母性神話は、古代の女の豊饒性やその不思議さのイメージと結びつき、神秘性が補強された。

### 自己否定世代と自己実現世代
アメリカの社会心理学者ダニエル・ヤンケロヴィッチは、第二次世界大戦後のいわゆる「ベビーブーム」以前の世代は「自己否定」の世代であり、人は国家のため、会社のため、家族のため、生活のため、世間体のため、「自己否定」「自己犠牲」「滅私奉公」をその価値としており、ベビーブーム世代はその反動、反省の時期を迎え、人生観・価値観の「パラダイム転換」が起こり、「自己実現」「自己満足」の世代となったと分析している。ベビーブーム世代は、自分の人生を肯定し、意味のある人生を目指し、何かのために自分を犠牲にすることを喜ばない個人主義者であった。80年代の経済的揺らぎの後の世代は、自分たちは働いても親より豊かになれない世代であることが自覚され、ベビーブーム世代の価値観への反動、反省を通し、「わがまま」と「自己実現」「自己満足」を区別し、個人主義ではなく、より深く、永続的なものへの関心、生きがい、重要なものへの関わり、献身を探求する世代となりつつあるという。

## 効果

### 自己否定のポジティブな効果
短時間の断食、つまり食べ物の否定は、特定の状況下では健康に有益であるというエビデンスがある。自己否定は抑制制御や感情的自己規制と関連することがある。（これらのプラス面は英語版の記事を参照のこと）。
17世紀オランダのキリスト教の神秘家アンナ・マリア・ファン・シュルマンは、自己否定は正しく理解され実践された場合、人を損なうのではなく、むしろ大きくするのだと説いており、その著作からは、彼女自身が自己否定の実践を通し、寡黙な女性から冷静な指導者へと、徐々に成長したことが見て取れる。
松見俊は、「自己否定」「自己犠牲」を全面的の肯定することはできないが、「何か尊いもの、他者との関与の『ために』心を燃やすこと」もまた重要であると述べている。本質的に、「～のために」（for）には、自己の主体性の喪失、善意の押し付け、誰か・何かの切り捨てによる保身に繋がりがちな「代理・代用」の意味だけでなく、「目的」「方向」「原因・理由」「敬意」などの意味、自分の生を含め、他者を「手段化」せずに「目的自体」として関わるという意味もあり、「そう簡単に放棄できない内容を持っているのではないだろうか。」と、「ために」が持つ可能性を評価している。

### 自己否定のネガティブな効果
自己否定は、幸福や楽しい経験を進んで避け、我慢することで、周りの人を傷つけるだけだと主張する人もいる 。また、個人の身体的健康、感情的幸福、個人の目標を脅かすものであるため、小規模な自殺的行為（micro-suicide）、自傷行為の一形態であると主張する者もいる。
自己否定には人を破滅させる面がある。松見俊は、「自己否定」「自己犠牲」の概念が持つ、自立性・自律性の喪失の危険性、「犠牲の論理」の持つ危うさを指摘している。自己否定の神学の悪用により、キリスト教の名のもとに虐待された多くの女性たちがおり、アニー・インベンスは『キリスト教と近親相姦』で、父親たちが娘にイエスの自己犠牲を「良いキリスト教徒」の手本として訴えかけ、教会の教えの重みをもって服従を強要し、おぞましい性的虐待行為を強いたやり口を示した。
伊原木詩乃は、人間は、愛する対象が人間であれ神であれ、愛する者から傷つけられた場合、愛ゆえにその傷は隠微され抑圧され、過度の罪意識と自己犠牲的欲望として表面化すると分析している。

#### 自殺と自己否定感
自己に対する否定的な感情である自己否定感は、メンタルヘルスの課題であると考えられており、自殺の要因のひとつである。自分の存在を消してしまう自殺という自己破壊行動は、自己の存在を否定する最も極端な方法の一つだと言える。自己否定感を軽減することは、自殺予防にも繋がると考えられる。ソーシャルサポート（精神的健康の維持や向上に役立つ対人関係）、レジリエンス（立ち直ろうとする内的な力）に、自己否定感を軽減する可能性があると考えられている。